# Windham (Nou Hampshire)
Windham és una població dels Estats Units a l'estat de Nou Hampshire. Segons el cens del 2000 tenia 10.709 habitants.

## Demografia
Segons el cens del 2000, Windham tenia 10.709 habitants, 3.568 habitatges, i 3.018 famílies. La densitat de població era de 154,3 habitants per km².
Dels 3.568 habitatges en un 45% hi vivien nens de menys de 18 anys, en un 77,2% hi vivien parelles casades, en un 4,7% dones solteres, i en un 15,4% no eren unitats familiars. En l'11,3% dels habitatges hi vivien persones soles el 2,9% de les quals corresponia a persones de 65 anys o més que vivien soles. El nombre mitjà de persones vivint en cada habitatge era de 2,98 i el nombre mitjà de persones que vivien en cada família era de 3,25.
Per edats la població es repartia de la següent manera: un 29,2% tenia menys de 18 anys, un 5,4% entre 18 i 24, un 30,1% entre 25 i 44, un 28,7% de 45 a 60 i un 6,6% 65 anys o més.
L'edat mediana era de 38 anys. Per cada 100 dones de 18 o més anys hi havia 99,9 homes.
La renda mediana per habitatge era de 94.794$ i la renda mediana per família de 99.570$. Els homes tenien una renda mediana de 71.801$ mentre que les dones 36.153$. La renda per capita de la població era de 38.559$. Entorn de l'1,1% de les famílies i l'1,8% de la població estaven per davall del llindar de pobresa.